# Ann De Martelaer
Ann De Martelaer, née le 20 novembre 1959 à Kimpangu, est une femme politique belge, membre de Groen.

## Biographie
Ann De Martelaer nait le 20 novembre 1959 à Kimpangu.
Lors des élections régionales de 2019, elle est élue députée au Parlement flamand.

## Décoration
- Chevalier de l'ordre de Léopold (2024)[2].